# Buretsu
L'empereur Buretsu (武烈天皇, Buretsu Tennō, ou plus probablement Buretsu Ōkimi), de son nom personnel Ohatsuse no Wakasazaki no Mikoto (小泊瀬稚鷦鷯尊), était le vingt-cinquième empereur du Japon, selon l'ordre traditionnel de succession. On situe son règne de 502 à 510, bien qu'on n'en connaisse pas les dates avec certitude. La tradition rapportée par le Kojiki et le Nihon shoki lui attribue cependant des dates de vie de 489 au 7 janvier 507 et situe son règne à partir de 499.

## Biographie
Le Nihon shoki le décrit comme un empereur particulièrement cruel, comparable à Di Xin de la dynastie Shang, à tel point que son peuple le met à mort à la suite d'une révolte. Cependant, le Kojiki ne mentionne rien à ce sujet, et plusieurs théories tentent d'expliquer cette différence. Certains pensent que le but était de justifier et glorifier son successeur Keitai, qui prend le pouvoir dans des circonstances douteuses. Dans certains livres d'histoire datant d'avant et pendant la Seconde Guerre mondiale, une partie des chroniques concernant Buretsu était intentionnellement omise.
Si, comme le pensent certains historiens, l'empereur Keitai commence une nouvelle dynastie, cela fait de Buretsu le dernier empereur de la première dynastie du Japon.